# Kingman (Arizona)
Kingman è una città e il capoluogo della contea di Mohave nello Stato dell'Arizona, Stati Uniti. La popolazione era di 32 689 abitanti al censimento del 2020.

## Geografia fisica
Secondo l'Ufficio del censimento degli Stati Uniti, ha una superficie totale di 34,82 mi² (90,18 km²).
Kingman si trova a 137 km a sud-est di Las Vegas e circa 266 km a nord-ovest di Phoenix, la capitale dello Stato.

## Storia
Nell'ottobre 1857, l'ufficiale Edward Fitzgerald Beale esplorò l'area intorno all'attuale Kingman alla ricerca di un percorso adatto lungo il 35º parallelo. Quel percorso in seguito divenne noto come Beale Wagon Road.
Negli anni successivi, oro e argento furono scoperti nelle montagne presenti nelle vicinanze, comportando l'arrivo di molte persone con l'obiettivo di insediarsi. In virtù di ciò, l'Atlantic and Pacific Railroad costruì una linea ferroviaria tra Needles e Albuquerque agli inizi del 1880. Infine, nel 1882, fu costruito un piccolo insediamento come raccordo nella valle di Hualapai, che prese il nome da Lewis Kingman, il progettista della linea ferroviaria.
La città acquisì importanza nel 1887, quando divenne il capoluogo della contea di Mohave. La presenza delle miniere nei pressi di Kingman, diede un notevole impulso alla crescita della città, che continuò anche dopo la prima guerra mondiale. Durante la seconda guerra mondiale, la città divenne un'importante base dell'aeronautica statunitense.
L'espansione dell'Interstate Highway System negli anni 1960, comportò la scomparsa della storica Route 66. L'Interstate 40 aggirava Kingman e la città si stava isolando sempre di più dalle altre località. Negli ultimi anni, però, la cosiddetta Mother Road (Strada madre) è diventata sempre più un'attrazione per turisti e nostalgici. Grazie alla sua vicinanze delle aree metropolitane di Las Vegas e Phoenix, il Grand Canyon e la California ha reso Kingman una tappa popolare per i turisti.

## Società

### Evoluzione demografica
Secondo il censimento del 2010, la popolazione era di 28 068 abitanti. Nel 2020 la popolazione era aumentata a 32 689 abitanti.

### Etnie e minoranze straniere
Secondo il censimento del 2010, la composizione etnica della città era formata dall'88,0% di bianchi, l'1,0% di afroamericani, l'1,7% di nativi americani, l'1,7% di asiatici, lo 0,3% di oceaniani, il 4,2% di altre etnie, e il 3,1% di due o più etnie. Ispanici o latinos di qualunque etnia erano il 12,5% della popolazione.